# Utgrövetjärnen
Utgrövetjärnen är en sjö i Älvsbyns kommun i Norrbotten och ingår i Piteälvens huvudavrinningsområde. Utgrövetjärnen ligger i Piteälven Natura 2000-område. Sjöns area är 0,028 kvadratkilometer och den befinner sig 174 meter över havet.